# Hogeschool voor de Kunsten Constantijn Huygens
De Hogeschool voor de Kunsten Constantijn Huygens is een voormalige hogeschool in de Nederlandse steden Kampen en Zwolle. De hogeschool was vernoemd naar Constantijn Huygens, diplomaat, kunstkenner en mecenas uit de Gouden Eeuw.

## Geschiedenis
De Hogeschool voor de Kunsten Constantijn Huygens heeft bestaan vanaf 1986 tot en met het jaar 2002. Ze is ontstaan uit de fusie tussen de Christelijke Academie voor Beeldende Kunsten te Kampen, de Christelijke Academie voor Expressie door Woord en Gebaar te Kampen en het Conservatorium te Zwolle.
- Uit de tekst van de homepage van de toenmalige website:
Die Kunst ist das größte Geschenk Gottes, lieben wir sie auch im nächsten Jahrtausend - Nicolaus Harnoncourt, Wenen 1 januari 2001

De Hogeschool kende opleidingen op het gebied van de muziek en van de beeldende kunst en vormgeving, naast lerarenopleidingen voor muziek, beeldende kunst en drama.
Het doel van het onderwijs in alle opleidingen was kunstenaarschap. In de visie van de hogeschool kan dit kunstenaarschap vele vormen aannemen. Er bestaat scheppende kunst, uitvoerende kunst, autonome kunst, toegepaste kunst en docerende kunst. Het verbindende van al deze praktijken is de kunst.
De hogeschool houdt er rekening mee dat de beroepspraktijk van veel kunstenaars in de huidige maatschappij pluriform van karakter is. Kunstenaars werken zelfstandig, voeren opdrachten uit, werken samen of alleen, maken deel uit van bureaus en instellingen, geven lessen en cursussen zowel binnen als buiten het onderwijs. Constantijn Huygens wil studenten optimaal voorbereiden op deze gemengde beroepspraktijk.
Naast artistieke vorming zijn vakmanschap en reflectie op kunst en maatschappij de pijlers van het onderwijs.
Hogeschool Constantijn Huygens heeft een christelijke identiteit.
Binnen de hogeschool wordt deze identiteit opgevat als een verruimende factor. Met deze identiteit wil de hogeschool niemand uitsluiten. Er is ruimte voor mensen met allerlei levensbeschouwingen. Maar de hogeschool realiseert zich dat alleen vanuit zijn identiteit relaties met anderen aangegaan kunnen worden. De hogeschool stimuleert het gesprek over levenbeschouwing, vanuit de visie dat dit gesprek binnen een kunstopleiding van wezenlijk belang is.
De hogeschool is een instelling met een beperkte omvang. Dat levert het voordeel op van korte communicatielijnen en een horizontale overlegstructuur. Voor de studenten houdt het in dat ze binnen de hogeschool persoonlijk aanspreekbaar zijn en als persoon aangesproken worden."

## Fusie tot ArtEZ
In 2002 is de hogeschool gefuseerd met de kunsthogescholen in Enschede en Arnhem tot ArtEZ hogeschool voor de kunsten.